# 許暠
許暠（1434年—？），字宗寅，應天府句容縣人，雲南廣南衛官籍。明朝政治人物。進士出身。

## 生平
雲南鄉試鄉試中舉。成化五年（1469年）乙丑科會試，殿試登進士第三甲第三十一名。授江西廣信府貴溪縣知縣。

## 家族
曾祖許景名。祖父許彥中。父亲許克敬。